# Sputnik (Rakete)

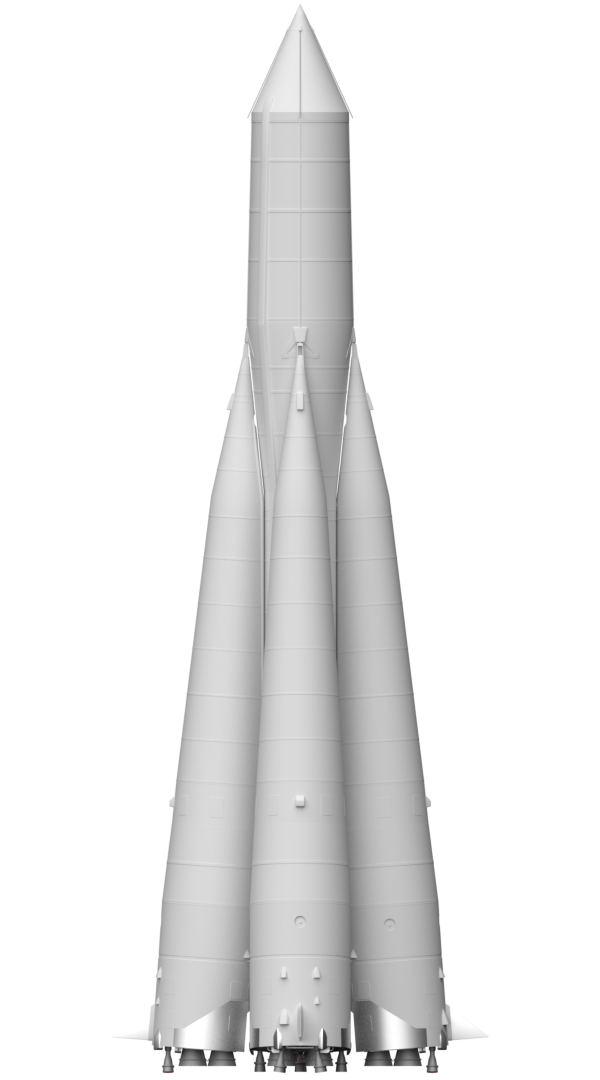
Darstellung der Rakete

Die Sputnik-Rakete (russisch Спутник) war die weltweit erste Trägerrakete. Entwickelt wurde sie in der Sowjetunion unter Leitung von Sergei Pawlowitsch Koroljow als Modifikation der Interkontinentalrakete R-7. Mit der Version 8K71PS starteten am 4. Oktober 1957 Sputnik 1 und am 3. November 1957 Sputnik 2, die beiden ersten künstlichen Satelliten. Der nächste Satellit, Sputnik 3, startete am 15. Mai 1958 mit der modifizierten Version Sputnik 8A91.

## Technische Daten
| Version                    | 8K71PS              | 8A91                |
| -------------------------- | ------------------- | ------------------- |
| Startmasse                 | 267 t               | 269,3 t             |
| Höhe (maximal)             | 30 m                | 31,1 m              |
| Durchmesser (maximal)      | 2,99 m              | 2,99 m              |
| Spannweite (maximal)       | 9,76 m              | 9,76 m              |
| Nutzlast (LEO 200–2000 km) | 500 kg              | 1,327 t             |
| Erstflug                   | 4. Oktober 1957     | 27. April 1958      |
| 0. Stufe (Booster)         |                     |                     |
| Triebwerk                  | 4× RD-107-8D74PS    | 4× RD-107-8D76      |
| Länge                      | 19 m                | 19 m                |
| Durchmesser                | 2,7 m               | 2,7 m               |
| Masse                      | 43 t / 3,4 t (leer) | 43 t / 3,4 t (leer) |
| Schub (max)                | 4 × 3,89 MN         | 4 × 3,89 MN         |
| Brennzeit                  | 120 s               | 130 s               |
| Treibstoff                 | LOX/Kerosin         | LOX/Kerosin         |
| 1. Stufe                   |                     |                     |
| Triebwerk                  | RD-108-8D75PS       | RD-108-8D77         |
| Länge                      | 28 m                | 28 m                |
| Durchmesser                | 3 m                 | 2,99 m              |
| Masse                      | 94 t / 7,4 t (leer) | 95 t / 7,1 t (leer) |
| Schub (max.)               | 970 kN              | 804 kN              |
| Brennzeit                  | 310 s               | 360s                |
| Treibstoff                 | LOX/Kerosin         | LOX/Kerosin         |